# 瑞峯院
瑞峯院（ずいほういん）は、京都市北区紫野大徳寺町にある臨済宗大徳寺派の寺院。大本山大徳寺の塔頭。山号は龍寶山。本尊は観音菩薩。境内には大友義鎮夫妻の墓がある。

## 歴史
天文4年（1535年）に豊後国のキリシタン大名として知られる大友義鎮が、帰依している大満国師・徹岫宗九（てっしゅうそうきゅう）を開山に迎え、自らの菩提寺として創建した。なお、創建年については、天文2年（1533年）、同4年（1535年）、同12年（1543年）、同15年（1546年）など諸説ある。瑞峯院という寺号は義鎮の法名「瑞峯院殿瑞峯宗麟居士」から名付けられたものである。

## 境内

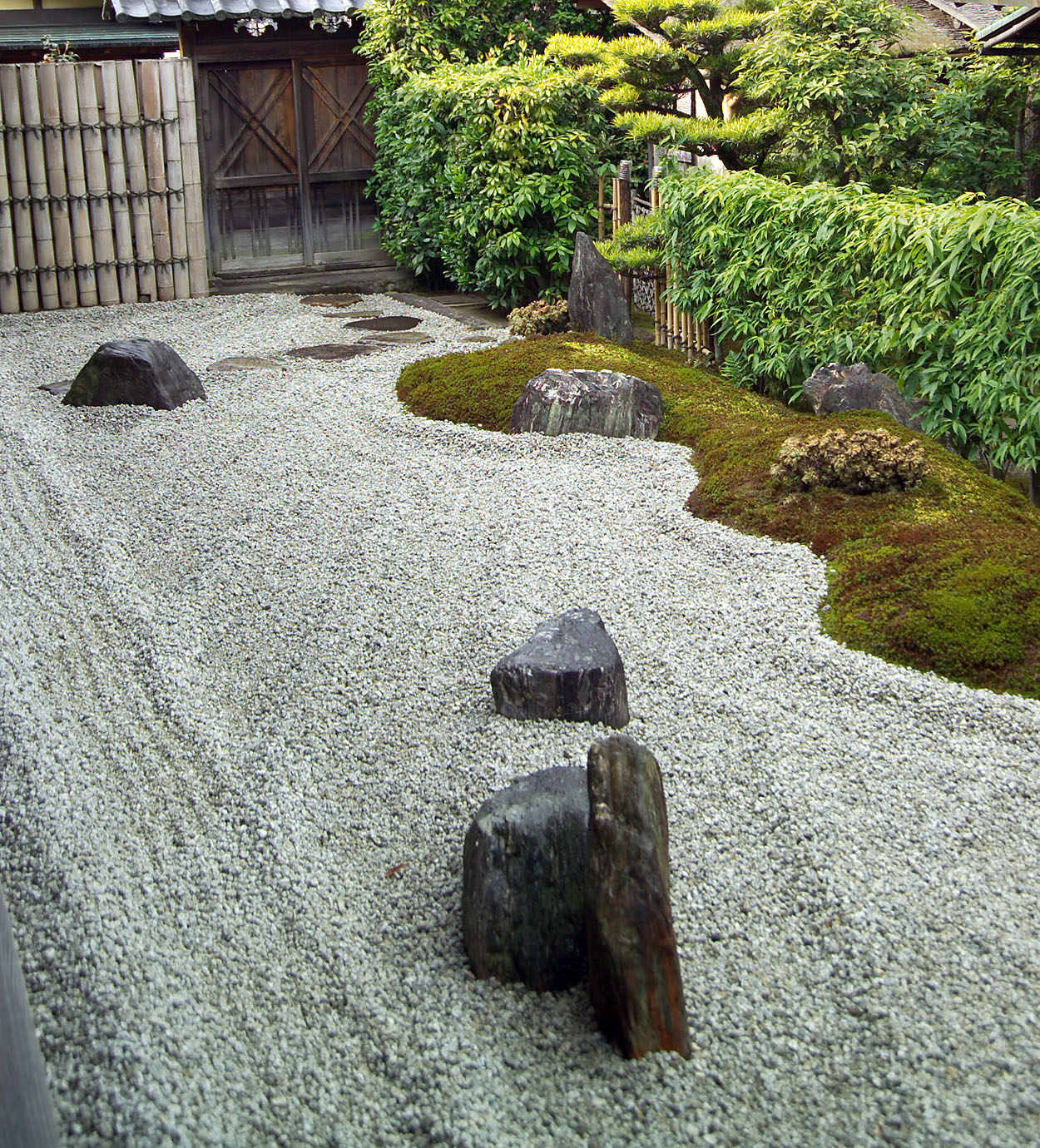
閑眠庭の石組み

- 方丈（重要文化財） - 本堂。天文4年（1535年）に大友義鎮により建立。室町時代の方丈建築の貴重な遺構である。内部の襖絵は近年の作品だが、野添平米が瑞峯の院名にちなんで朝鮮半島の金剛山を描いた「朝鮮金剛山図」となっている[1]。勅額「瑞峯院」は後奈良天皇の筆である。
- 方丈南庭「独坐庭（どくざてい）」 - 1961年（昭和36年）に開祖・徹岫宗九の400年遠忌に重森三玲により作庭されたもの。方丈の正面に位置する枯山水庭園。蓬莱山式庭園で、大刈込と巨石で表した蓬萊山から延びる半島と小島に打ち寄せる荒波を砂紋で描いている[1]。百丈禅師の言葉である「独坐大雄峰」という禅語から命名された。
- 玄関（唐門、重要文化財） - 天文4年（1535年）に大友義鎮により建立。
- 茶室「餘慶庵」 - 表千家第8代目啐啄斎の好みの席を写したもの。1929年（昭和4年）に小島弥七により寄進された。
- 方丈中庭「茶庭」 - 方丈と餘慶庵の間にある露地で、かつては一木一草を用いず青石を一面に敷きつめ、中央近くに立手水鉢を設けた斬新な茶庭であった[1]が、近年改築されて松や苔の植栽に飛び石という典型的な茶庭になっている。
- 方丈北庭「閑眠庭（かんみんてい）」 - 1961年（昭和36年）に開祖・徹岫宗九の400年遠忌に重森三玲により作庭されたもの。キリシタン大名・大友義鎮の思いを汲んだ枯山水庭園で、東側にあるキリシタン燈籠を背にして見ると、縦4個、横3個の石組みで十字架が形作られているのが分かる[2]。このことから「十字架の庭」とも呼ばれる。「閑眠高臥して青山に対す｣という禅語から命名された。
- 茶室「安勝軒」 - 表千家第12代惺斎の好みで1928年（昭和3年）に建てられた。大徳寺山内唯一の逆勝手席の茶室になっている。
- 茶室「平成待庵」 - 千利休の手になる茶室「待庵」（国宝）の写しで、1990年（平成2年）に作られた[2]。
- 大友義鎮の墓
- 奈多夫人の墓 - 義鎮の正室。
- 庫裏
- 山門（重要文化財） - 表門。天文4年（1535年）に大友義鎮により建立。

## 文化財

### 重要文化財
- 本堂
- 唐門
- 表門

## 拝観
- 料金　大人：400円　小・中学生：300円　抹茶：400円

※団体料金は350円（30名以上）、小・中学生の団体は謝絶。
- 時間　9：00～17:00
- 定休日　無休
- 車椅子での見学　不可

## アクセス
- JR京都駅より京都市営バスで約30分、「大徳寺前」（101・205・206）下車。
- 京都市営地下鉄烏丸線北大路駅より京都市営バスで約5分、「大徳寺前」（1・101・102・204・205・206・北8・M1系統）下車。